# Чернявка (приток Скверетянки)
Чернявка — речка в Хиславичском районе Смоленской области России. Правый приток Скверетянки.
Длина реки — 15 км, площадь водосборного бассейна — 99 км². Исток у деревни Юрковщина. Общее направление течения на юго-запад. Протекает через деревни Юрковщина, Гута, Боровая.